# Chingia tenerior
Chingia tenerior är en kärrbräkenväxtart som beskrevs av Holtt. Chingia tenerior ingår i släktet Chingia och familjen Thelypteridaceae. Inga underarter finns listade.